# Ilha Monito

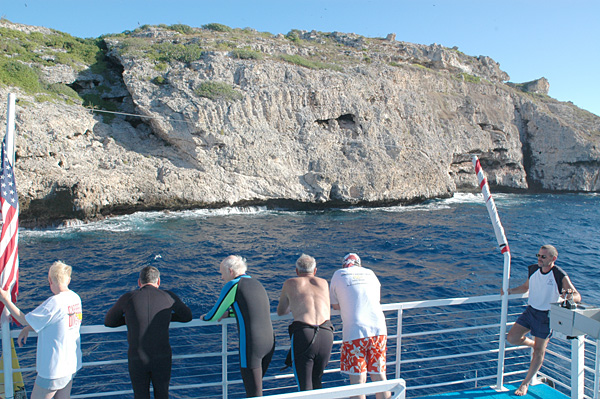
Ilha Monito, Porto Rico.

A Ilha Monito é uma pequena ilha desabitada localizada a cerca de 5 quilômetros a noroeste da muito maior Ilha de Mona. Monito é a forma diminutiva masculina de Mona em espanhol. É uma das três ilhas situadas  no Canal de Mona, a ilha faz parte de uma subdivisão do município de Mayagüez, Porto Rico. Ela é inacessível por mar, estéril, atinge 65 metros (213 pés) de altura, e mede 0,147 quilômetros quadrados (0,06 milhas quadradas), ou 36.25 acres) de área. Embora esteja localizada mais perto da República Dominicana, a ilha faz parte do território de Porto Rico. A Ilha Monito juntamente com a Ilha de Mona, é uma reserva natural gerida pelo Departamento de Recursos Naturais e Ambientais.